# Charlotte (Kartoffel)

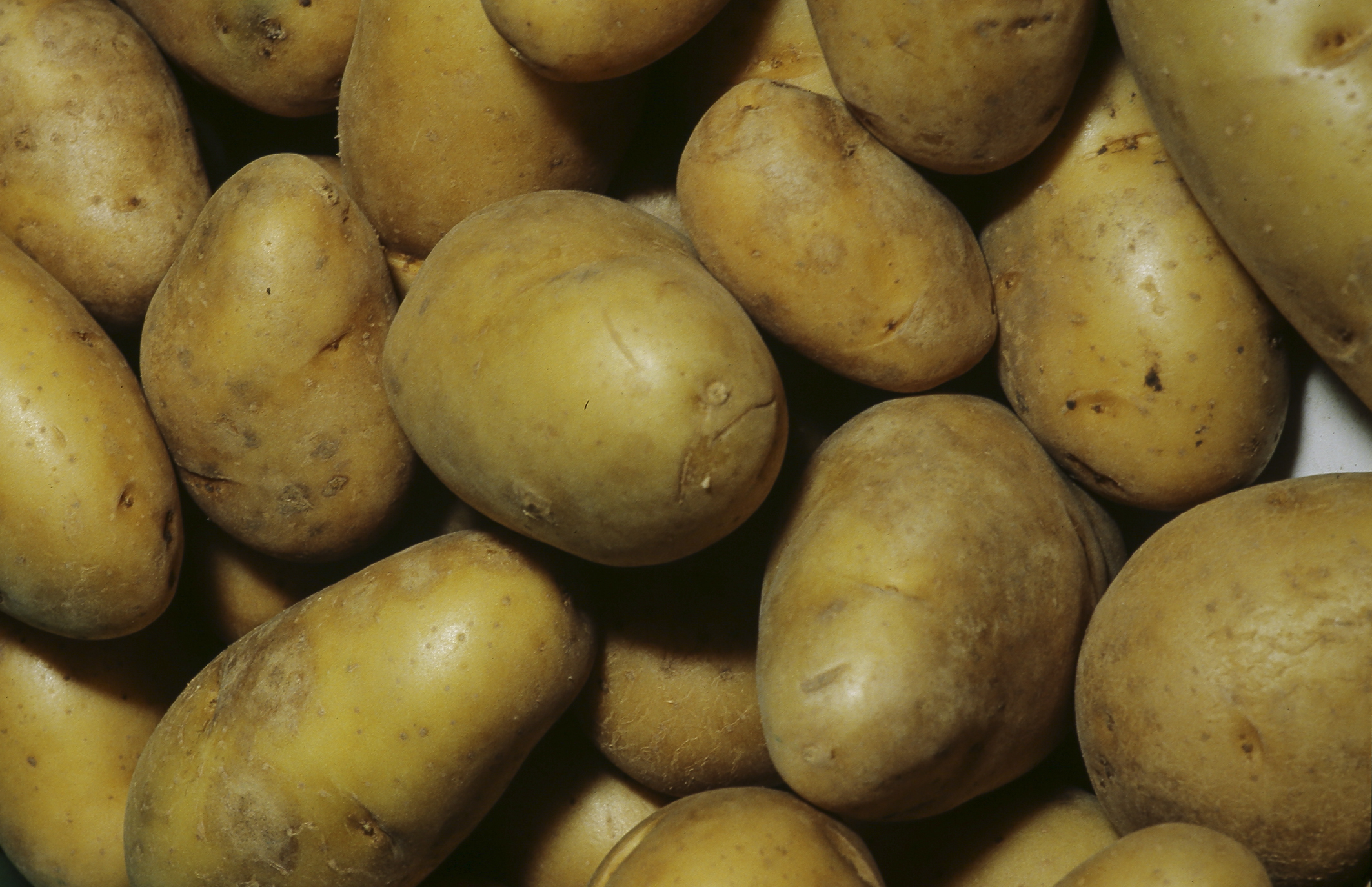
Charlotte

Charlotte ist eine seit 1981 in Frankreich zugelassene Frühkartoffelsorte.
Sie ist vorwiegend festkochend bis festkochend. Charlotte ist eine Frühkartoffelsorte, lässt sich aber auch lagern, so dass sie ab Juni das ganze Jahr zur Verfügung steht. Sie hat eine langovale Form, eine geringe Augentiefe, eine gelbe Schale und feines, gelbes Fruchtfleisch.
Charlotte entstand als Kreuzung von Hansa und Danaé. Sie bildet in der Regel eine große Anzahl Knollen aus.